# Luigi Marzoli
Il cavaliere Luigi Marzoli (Palazzolo sull'Oglio, 23 agosto 1883 – Palazzolo sull'Oglio, 26 aprile 1965) è stato un imprenditore italiano.

## Biografia
Luigi Marzoli, figlio di Francesco, lavorò come gerente dell'azienda del padre negli anni della Prima Guerra Mondiale. Si deve a lui e al fratello Carlo la riprogettazione dell'azienda di famiglia nell'ambito delle macchine tessili. Alla morte del padre nel 1924 assunse la direzione generale delle Officine Marzoli. Nel 1930 un rapporto governativo dichiara che la Marzoli è l'unica impresa bresciana ad aver superato la crisi economica mondiale di quel periodo, e Luigi per questo viene nominato Cavaliere del Lavoro. Da quel momento cumulò una serie di importanti cariche istituzionali, fino a diventare consigliere della Camera di Commercio di Brescia. Nel 1949 ricevette una laurea in ingegneria honoris causa negli Stati Uniti d'America e l'anno dopo si dedicò a varie opere benefiche per i dipendenti delle sue officine meccaniche.
Morì a Palazzolo sull'Oglio all'età di 81 anni.
Alla morte la sua collezione di armi antiche venne ceduta dai famigliari al Comune di Brescia per poi diventare l'attuale Museo delle armi Luigi Marzoli.